# Riedisheim
Riedisheim é uma comuna francesa na região administrativa de Grande Leste, no departamento Alto Reno. Estende-se por uma área de 6,96 km². Em 2010 a comuna tinha 12 988 habitantes (densidade: 1 866,1 hab./km²).705 hab/km².